# Baza 20

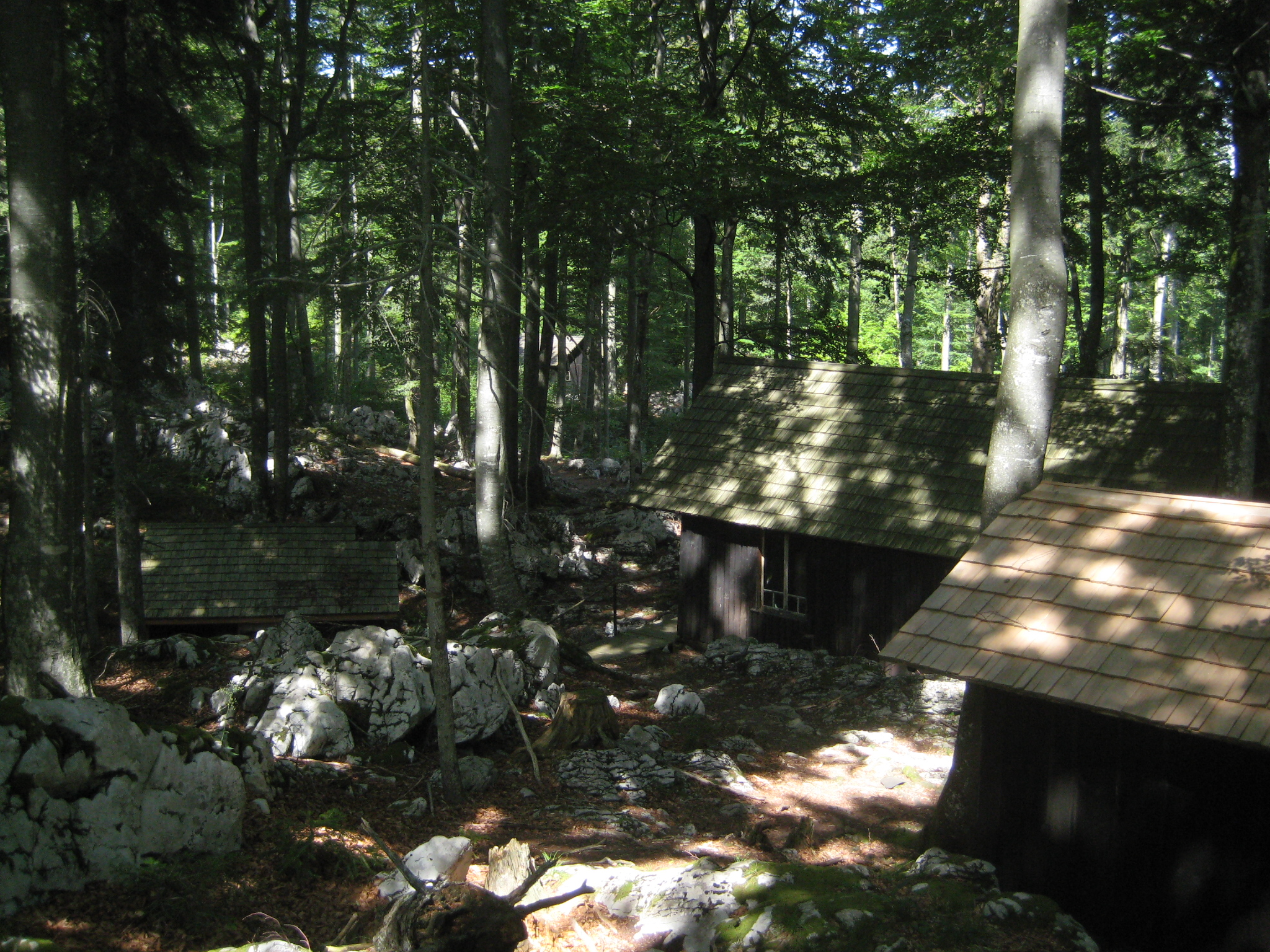
Baza 20

Baza 20 (kamp 20) is een voormalig hoofdkwartier van de communistische partizanen en leden van het Sloveense Bevrijdingsfront in Slovenië tijdens de Tweede Wereldoorlog.
Het kamp ligt verscholen in de beboste heuvels tussen Bela Krajina en Kočevje. De barakken werden gebouwd in april 1943 en bleven het hoofdkwartier tot 19 december 1944 toen het commando naar het nabijgelegen Baza 21 trok.
In totaal werden er 26 houten gebouwen opgetrokken, waaronder naast slaapvertrekken een telegraafpost, een radiostation en een keukengebouw. In 1944 kwam er een eigen elektriciteitscentrale. Op het hoogtepunt woonden er 180 mensen.
Het kamp werd nooit ontdekt door de Asmogendheden.
De site is momenteel ingericht als museum.